# PubChem
PubChem — база данных химических соединений и смесей, являющаяся общественным достоянием. Обслуживается Национальным центром биотехнологической информации США (NCBI), подразделением Национальной медицинской библиотеки США, которая в свою очередь является подразделением Национальных Институтов Здоровья США (NIH).
Более 80 различных баз данных вносят свой вклад в рост базы данных PubChem.
База данных PubChem существует с 2004 года.

## Базы данных
PubChem состоит из трёх основных динамично развивающихся баз данных. По состоянию на 2 октября 2015 года:
- Соединения (PubChem Compounds) — более 60 миллионов записей[3] (31 миллион в 2011 году). Содержит описания различных химических соединений.[4]
- Вещества (PubChem Substance) — более 157 миллионов записей[5] (75 миллионов в 2011 году). Содержит описания образцов смесей из различных источников и ссылки на результаты биологического скрининга, которые доступны в PubChem BioAssay. Если химический состав образца известен, описание включает ссылки на PubChem Compounds.[6]
- Биопробы (PubChem BioAssay) — результаты биологической активности более миллиона[7] программ высокопроизводительного виртуального скрининга.[8]